# Guarea arcuata
Guarea arcuata är en tvåhjärtbladig växtart som beskrevs av Coronado. Guarea arcuata ingår i släktet Guarea och familjen Meliaceae. Inga underarter finns listade i Catalogue of Life.